# Szadek (gmina)
Szadek (do 1870 gmina Starostwo-Szadek) – gmina miejsko-wiejska w województwie łódzkim, w powiecie zduńskowolskim. W latach 1975–1998 gmina położona była w województwie sieradzkim.
Siedziba gminy znajduje się w Szadku.

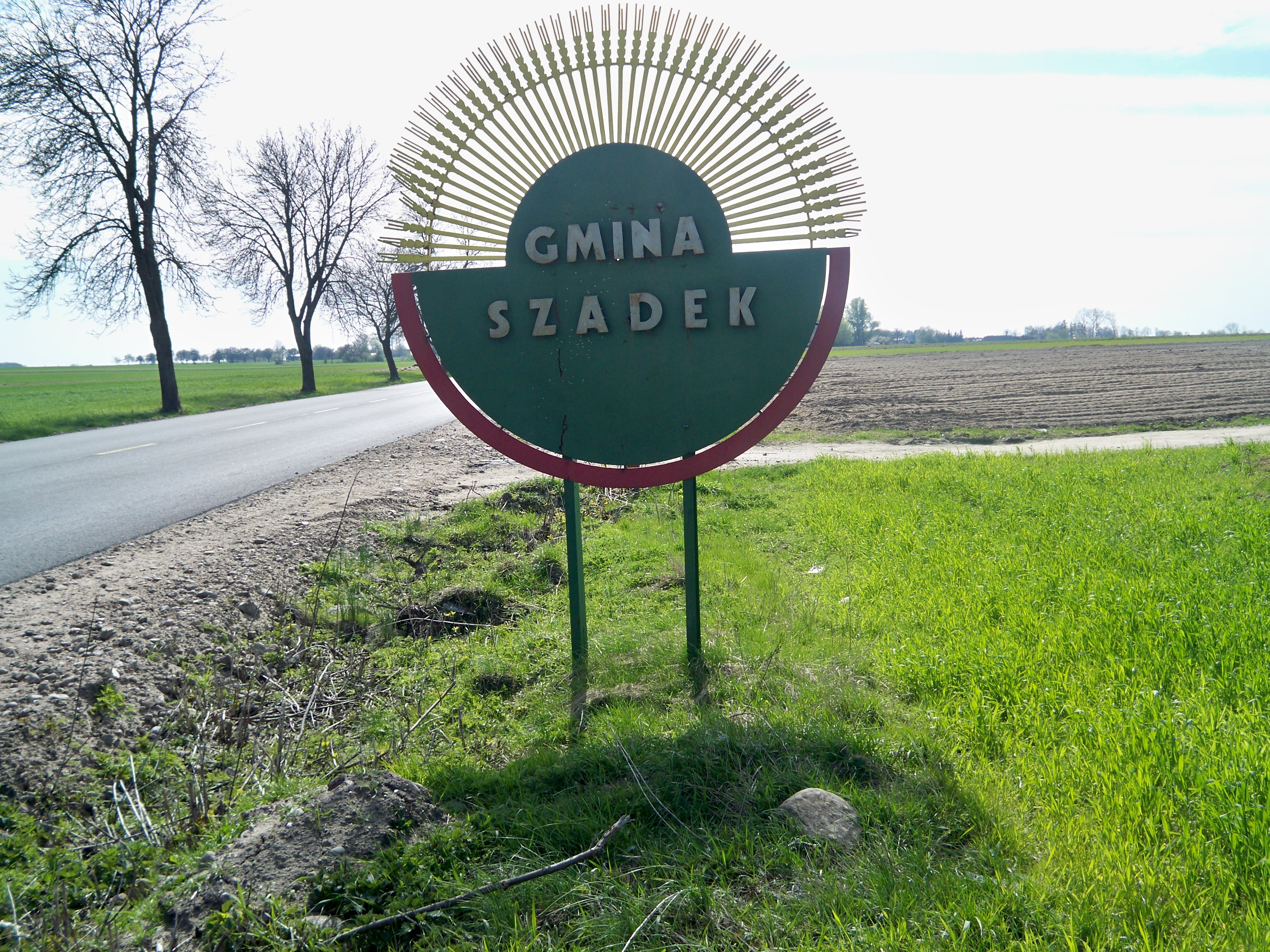
Witacz od strony Kolonii Kwiatkowice

Według danych z 31 grudnia 2007 gminę zamieszkiwało 7331 osób.

## Struktura powierzchni
Według danych z roku 2007 gmina Szadek ma obszar 151,65 km², w tym:
- użytki rolne: 73%
- użytki leśne: 21%

Gmina stanowi 41,07% powierzchni powiatu zduńskowolskiego.

## Rezerwaty przyrody
Na terenie gminy znajduje się rezerwat przyrody Jamno chroniący naturalny las dębowo-jodłowy o cechach grądu subkontynentalnego.

## Demografia

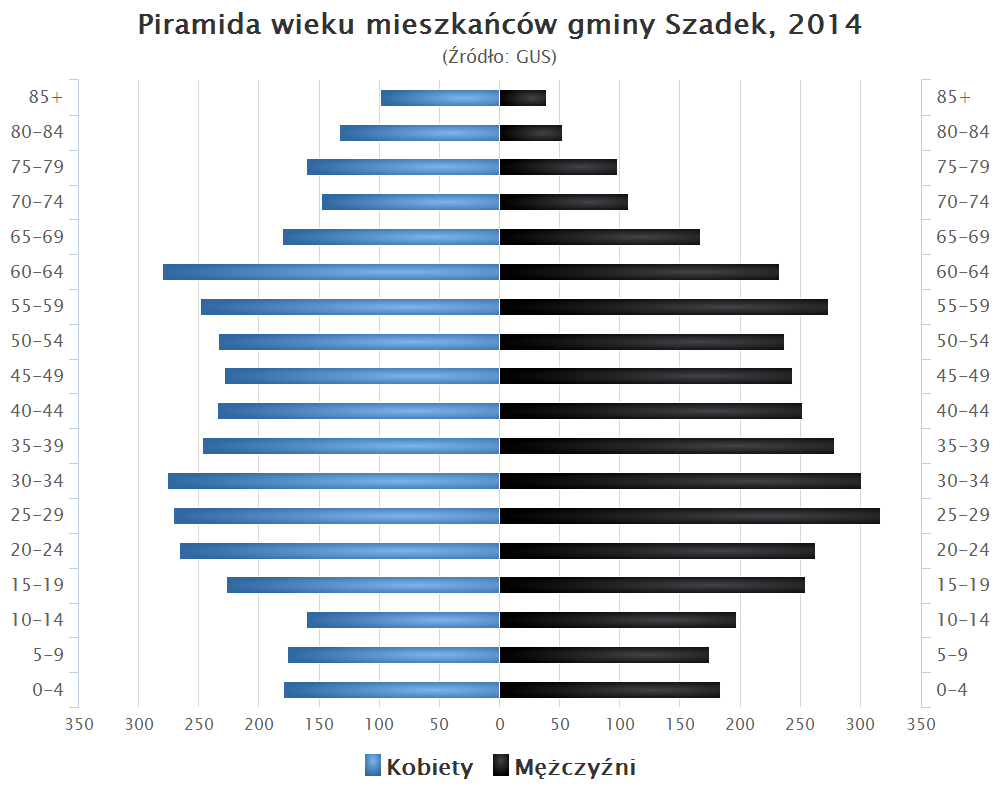
Piramida wieku mieszkańców gminy Szadek w 2014 roku

Dane z 31 grudnia 2007:
| Opis                              | Ogółem | Ogółem | Kobiety | Kobiety | Mężczyźni | Mężczyźni |
| --------------------------------- | ------ | ------ | ------- | ------- | --------- | --------- |
| jednostka                         | osób   | %      | osób    | %       | osób      | %         |
| populacja                         | 7331   | 100    | 3682    | 50,23   | 3649      | 49,77     |
| gęstość zaludnienia (mieszk./km²) | 48     | 48     | 24      | 24      | 24        | 24        |

## Sołectwa
Boczki, Borki Prusinowskie, Choszczewo, Dziadkowice, Górna Wola, Góry Prusinowskie, Grzybów, Hamentów, Karczówek, Kobyla Miejska, Kotliny, Krokocice, Kromolin Stary, Lichawa, Łobudzice, Piaski (Wola Przatowska), Prusinowice, Przatów Górny, Reduchów, Rzepiszew, Sikucin, Szadkowice, Tarnówka, Wielka Wieś, Wilamów, Wola Krokocka, Wola Łobudzka.

## Pozostałe miejscowości
Antonin, Babiniec, Brądy, Czarny Las – część Prusinowic, Jamno, Kornaty, Kotlinki, Kromolin Nowy, Łodzia, Marcelin, Ogrodzim-Kolonia, Przatów Dolny, Przybyłów, Rzeszówka, Wielka Wieś-Folwark, Choszczewo.

## Pełny wykaz miejscowości podstawowych gminy
| Gmina        | Identyfikator Miejscowości Podstawowej | Nazwa Miejscowości  | Rodzaj miejscowości |
| ------------ | -------------------------------------- | ------------------- | ------------------- |
| Gmina Szadek | 0714700                                | Antonin             | wieś                |
| Gmina Szadek | 0714656                                | Babiniec            | kolonia             |
| Gmina Szadek | 0714314                                | Boczki Nowe         | wieś                |
| Gmina Szadek | 1062894                                | Boczki-Parcela      | wieś                |
| Gmina Szadek | 0714337                                | Boczki Stare        | wieś                |
| Gmina Szadek | 0714343                                | Borki Prusinowskie  | wieś                |
| Gmina Szadek | 0714998                                | Brądy               | osada               |
| Gmina Szadek | 0714350                                | Choszczewo          | wieś                |
| Gmina Szadek | 0714389                                | Dziadkowice         | wieś                |
| Gmina Szadek | 0714449                                | Dziewulin           | wieś                |
| Gmina Szadek | 0714395                                | Górna Wola          | wieś                |
| Gmina Szadek | 0714403                                | Góry Prusinowskie   | wieś                |
| Gmina Szadek | 0714410                                | Grzybów             | wieś                |
| Gmina Szadek | 0714739                                | Hamentów            | wieś                |
| Gmina Szadek | 1062902                                | Jamno               | wieś                |
| Gmina Szadek | 0715064                                | Janów               | wieś                |
| Gmina Szadek | 0714426                                | Karczówek           | wieś                |
| Gmina Szadek | 0714461                                | Kobyla Miejska      | wieś                |
| Gmina Szadek | 0715006                                | Kornaty             | osada               |
| Gmina Szadek | 0714484                                | Kotlinki            | wieś                |
| Gmina Szadek | 0714478                                | Kotliny             | wieś                |
| Gmina Szadek | 0714490                                | Krokocice           | wieś                |
| Gmina Szadek | 0714917                                | Kromolin Nowy       | wieś                |
| Gmina Szadek | 0714768                                | Kromolin Stary      | wieś                |
| Gmina Szadek | 0714538                                | Lichawa             | wieś                |
| Gmina Szadek | 0989940                                | Lichawa-Kolonia     | kolonia             |
| Gmina Szadek | 1062919                                | Lichawa-Parcela     | wieś                |
| Gmina Szadek | 0714550                                | Łobudzice           | wieś                |
| Gmina Szadek | 0714515                                | Łodzia              | osada               |
| Gmina Szadek | 0715035                                | Marcelin            | wieś                |
| Gmina Szadek | 1062925                                | Ogrodzim-Kolonia    | wieś                |
| Gmina Szadek | 0714567                                | Piaski              | wieś                |
| Gmina Szadek | 0714573                                | Prusinowice         | wieś                |
| Gmina Szadek | 1042147                                | Prusinowice         | osada leśna         |
| Gmina Szadek | 1062931                                | Prusinowice-Parcela | wieś                |
| Gmina Szadek | 0714627                                | Przatów Dolny       | wieś                |
| Gmina Szadek | 0990190                                | Przatówek           | osada               |
| Gmina Szadek | 0714610                                | Przatów Górny       | wieś                |
| Gmina Szadek | 0714633                                | Przybyłów           | wieś                |
| Gmina Szadek | 0714640                                | Reduchów            | wieś                |
| Gmina Szadek | 0714662                                | Reduchów-Kolonia    | wieś                |
| Gmina Szadek | 0714679                                | Rzepiszew           | wieś                |
| Gmina Szadek | 1062948                                | Rzepiszew-Kolonia   | wieś                |
| Gmina Szadek | 1062954                                | Rzepiszew-Resztówka | osada               |
| Gmina Szadek | 0715029                                | Rzeszówka           | osada               |
| Gmina Szadek | 0714722                                | Sikucin             | wieś                |
| Gmina Szadek | 1062960                                | Sikucin-Kolonia     | wieś                |
| Gmina Szadek | 0714923                                | Starostwo Szadek    | wieś                |
| Gmina Szadek | 0714930                                | Szadek              | osada               |
| Gmina Szadek | 0714780                                | Szadkowice          | wieś                |
| Gmina Szadek | 0714946                                | Szadkowice          | osada               |
| Gmina Szadek | 0990385                                | Szadkowice-Kolonia  | wieś                |
| Gmina Szadek | 1062977                                | Szadkowice-Ogrodzim | wieś                |
| Gmina Szadek | 0714863                                | Tarnówka            | wieś                |
| Gmina Szadek | 0714521                                | Tomaszew            | wieś                |
| Gmina Szadek | 0714892                                | Wielka Wieś         | wieś                |
| Gmina Szadek | 1062983                                | Wielka Wieś-Folwark | osada               |
| Gmina Szadek | 0714952                                | Wilamów             | wieś                |
| Gmina Szadek | 1062990                                | Wilamów-Kolonia     | wieś                |
| Gmina Szadek | 1063008                                | Wilamów-Parcela     | wieś                |
| Gmina Szadek | 0714981                                | Wola Krokocka       | wieś                |
| Gmina Szadek | 0715041                                | Wola Łobudzka       | wieś                |

## Sąsiednie gminy
Łask, Warta, Wodzierady, Zadzim, Zduńska Wola